# Lingiyadih
Lingiyadih is een census town in het district Bilaspur van de Indiase staat Chhattisgarh. 

## Demografie
Volgens de Indiase volkstelling van 2001 wonen er 15769 mensen in Lingiyadih, waarvan 51% mannelijk en 49% vrouwelijk is. De plaats heeft een alfabetiseringsgraad van 65%. 